# Liên hiệp Khoa học Địa chất Quốc tế
Liên hiệp Khoa học Địa chất Quốc tế hay Liên đoàn Quốc tế các ngành Khoa học Địa chất, viết tắt theo tiếng Anh là IUGS (International Union of Geological Sciences) là một tổ chức phi chính phủ quốc tế liên quan đến việc hợp tác quốc tế về địa chất học.
IUGS thành lập năm 1961 và là thành viên Liên đoàn Khoa học của Hội đồng Khoa học Quốc tế (ISC) , và của Hội đồng Quốc tế về Khoa học (ICSU) trước đây . Hiện tại các nhà địa chất đến từ 121 quốc gia và vùng lãnh thổ đại diện cho IUGS thông qua 121 chi nhánh liên kết.
Ban thư ký IUGS làm việc tại Viện Hàn lâm Khoa học Địa chất Trung Quốc ở Bắc Kinh, Trung Quốc.

## Mục tiêu
Mục tiêu của IUGS là thúc đẩy sự phát triển của các ngành khoa học Trái Đất thông qua sự hỗ trợ của các nghiên cứu khoa học trên diện rộng có liên quan đến toàn bộ hệ thống Trái Đất.
- Áp dụng các kết quả của những nghiên cứu này, và các nghiên cứu khác để bảo tồn môi trường tự nhiên của Trái Đất;
- Sử dụng tất cả các nguồn tài nguyên thiên nhiên một cách khôn ngoan;
- Cải thiện sự thịnh vượng của quốc gia và chất lượng cuộc sống của con người;
- Tăng cường nhận thức của công chúng về địa chất và xúc tiến giáo dục địa chất theo nghĩa rộng nhất.

## Tổ chức
Điều hành IUGS là các ủy ban, trong số đó năm 2014 có 6 Ủy ban kỹ thuật . Tháng 8/2016 tại hội nghị Cape Town  thành lập ủy ban về (tạm dịch là) Ủy ban Đường cơ bản Địa hóa Toàn cầu CGGB (Commission on Global Geochemical Baselines)
| Viết tắt | Ủy ban                                                       | Tên gốc |
| -------- | ------------------------------------------------------------ | --- |
| COGE     | Giáo dục, Đào tạo và Chuyển giao Công nghệ Khoa học Trái Đất | Geoscience Education, Training and Technology Transfer Lưu trữ ngày 3 tháng 2 năm 2016 tại Wayback Machine                   |
| GEM      | Khoa học Trái Đất cho Quản lý Môi trường                     | Geoscience for Environmental Management                                                                                      |
| INHIGEO  | Ủy ban Quốc tế về Lịch sử Khoa học Địa chất                  | International Commission on the History of Geological Sciences Lưu trữ ngày 22 tháng 4 năm 2016 tại Wayback Machine          |
| CGI      | Ủy ban Quản lý và Ứng dụng của Thông tin Khoa học Trái Đất   | Commission for the Management and Application of Geoscience Information Lưu trữ ngày 25 tháng 4 năm 2016 tại Wayback Machine |
| ICS      | Ủy ban Địa tầng Quốc tế                                      | International Commission on Stratigraphy                                                                                     |
| TECTASK  | Ủy ban Kiến tạo và Địa chất Cấu tạo                          | Commission on Tectonics and Structural Geology                                                                               |
| CGGB     | Ủy ban Đường cơ bản Địa hóa Toàn cầu                         | Commission on Global Geochemical Baselines                                                                                   |

Các chương trình khoa học liên kết:
| Viết tắt | Tên Chương trình                       | Tên gốc                                   |
| -------- | -------------------------------------- | ----------------------------------------- |
| TGIG     | Địa chất Đồng vị và Địa thời học       | Isotope Geology and Geochronology         |
| IGC      | Đại hội Địa chất Quốc tế               | International Geological Congress         |
| GARS     | Ứng dụng Địa chất của Viễn thám        | Geological Applications of Remote Sensing |
| ILP      | Chương trình Thạch quyển Quốc tế       | International Lithosphere Program         |
| IGCP     | Chương trình Khoa học Địa chất Quốc tế | International Geoscience Programme        |
| GGN      | Mạng lưới Công viên Địa chất Toàn cầu  | Global Network of National Geoparks       |

IUGS là nhà tài trợ khoa học chính của Đại hội Địa chất Quốc tế IGC , và hiện nay IGC thường tổ chức cùng với đại hội IUGS. Đại hội Địa chất Quốc tế là hoạt động lâu đời của giới địa chất, bắt đầu từ năm 1875, và IUGS 4. ở Cape Town ứng với IGC 34.

## Điều hành
| IUGS    | IGC    | Năm  | Tại       | Nhiệm kỳ  | Chủ tịch          | Tổng thư ký       |
| ------- | ------ | ---- | --------- | --------- | ----------------- | ----------------- |
| IUGS 5. | IGC 35 | 2020 | Delhi     |           |                   |                   |
| IUGS 4. | IGC 34 | 2016 | Cape Town | 2016-2020 | Qiuming Cheng     | Stanley C. Finney |
| IUGS 3. | IGC 33 | 2012 | Brisbane  | 2012-2016 | Roland Oberhänsli | José P. Calvo     |

## Giải thưởng
Các giải thưởng khoa học xuất sắc của IUGS:
- Giải thưởng IUGS Émile Argand.
- Giải thưởng IUGS James M. Harrison.
- Giải thưởng IUGS cho thông tin địa chất.
- Giải thưởng IUGS cho cấu trúc địa chất.
- Vladimir V. Tikhomirov Lịch sử của Huy chương Địa chất của Ủy ban Quốc tế về Lịch sử Khoa học Địa chất (INHIGEO).
- Huy chương Digby McLaren của Ủy ban Quốc tế về Địa tầng học (ICS).

## Xuất bản
IUGS là một đối tác chung với UNESCO cho Chương trình Khoa học Địa chất Quốc tế (IGCP) và họ cũng tham gia vào Mạng lưới Công viên Địa chất Toàn cầu (GGN). Hiệp hội Địa chất London giám sát việc sản xuất và phân phối các ấn phẩm của IUGS. IUGS liên kết với Hiệp hội Địa chất Ấn Độ để đăng tải tạp chí hàng quý về địa chất học: Episodes Journal of International Geoscience.
Các đăng tải khác được tập hợp thành sách, xuất bản không định kỳ hạn. Từ năm 2004 các xuất bản này được sự tài trợ của Hiệp hội Địa chất Ấn Độ.